# Argyreia onilahiensis
Espèce
Argyreia onilahiensis est une espèce de plantes de la famille des Convolvulaceae, endémique de Madagascar.